# David Sears
David Troy Sears é um diretor de criação, roteirista e designer líder de jogos eletrônicos americano conhecido por ser o criador e diretor da série SOCOM e do gênero de tiro tático militar. Ele se formou na Universidade do Sul de Mississippi, e se formou em Inglês, Rádio/Televisão/Cinema (1985-1991). Após seus estudos, ele se tornou jornalista/editor assistente na revista Compute, e foi freelance por cerca de um ano (1991-1992). Ele continuou a escrever artigos para a Compute depois que ele saiu até 1994, e contribuiu no total com cerca de 50 artigos.[carece de fontes?]
Em 1992, ele escreveu o livro de dicas para o jogo de aventura premiado da Cyberdreams, Dark Seed, e co-escreveu com Harlan Ellison um primeiro rascunho de jogo para I Have No Mouth, and I Must Scream. Esse destaque de renome o seu paixão e vontade de continuar na na indústria dos jogos eletrônicos, na qual o levou a ser a maior mente por trás dos títulos da Zipper Interactive.[carece de fontes?]

## História
Sears ingressou na Looking Glass Studios em 1997, que vinha em grande sucesso graças ao Thief: The Dark Project. Siers se juntou no estúdio como Diretor de Projeto, e liderou o desenvolvimento de System Shock 2, sequência do aclamado título de sucesso anterior da Looking Glass, System Shock. Posteriormente ele deixou o estúdio em 1999.[carece de fontes?]
Em 1999, ele se juntou a Zipper Interactive no papel de diretor de criação com a missão de retrabalhar e criar uma nova franquia do gênero de tiro em ação militar tática. Isso o levou a ser o criador, pai e diretor da saga premiada do PlayStation feita pela Zipper, SOCOM. Siers foi o diretor criativo e a grande mente de SOCOM: U.S. Navy SEALs, SOCOM 2: U.S. Navy SEALs, e atuou como designer líder de SOCOM 3: U.S. Navy SEALs e SOCOM: U.S. Navy SEALs Fireteam Bravo. Em 2006, pós ficar alguns meses como designer sênior na Sony Interactive Entertainment, ele deixou o estúdio para seguir novos rumos.
Após sua saída da Zipper Interactive e da Sony como um todo, David Sears se juntou na Foundation 9 Entertainment, com o papel de de Diretor de Design em uma Nova IP da empresa, que assim como a série SOCOM, iria ser do gênero tiro em ação militar tática. Esse projeto nunca ganhou vida, mas ao invés disso, ele foi o Produtor Sênior do título X-Men Origins: Wolverine.[carece de fontes?]
No final de 2009, Sears se juntou ao premiado e aclamado estúdio Ubisoft Montréal, conhecido pelas franquias Assassin's Creed, Prince of Persia e Tom Clancy's Rainbow Six, no papel de diretor criativo e instrutor na mais nova obra tática de tiro militar que envolvia temas polêmicos, Tom Clancy's Rainbow 6: Patriots. O jogo foi revelado ao mundo em uma transmissão direta pela Ubisoft, em dezembro de 2011, junto de uma entrevista exclusiva com novas informações pela Game Informer.
Devido aos temas pesados abordados no jogo, junto de problemas que divergiam qual direção o projeto iria seguir, David Sears foi retirado do projeto em 2012, sendo substituído por Jean-Sebastian Decant. Rainbow 6: Patriots estava previsto para ser lançado em 2013, mas ficou desaparecido durante os anos 2012, 2013 e 2014. Neste último ano em específico, durante a E3 2014, a Ubisoft revelou o jogo novamente, com uma nova proposta e estilo, rebatizado de Tom Clancy's Rainbow Six Siege.
Após ter deixado a Ubisoft Montréal, Sears ficou de 2012 até 2015 transitando entre dois estúdios, a SOF Studios, e a Edge of Reality, em ambos atuando como diretor criativo, em projetos que acabaram nunca vendo a luz. No final de 2015 ele se juntou a Compulsion Games como diretor de design, onde teve esse papel em Contrast e We Happy Few. Após a Compulsion ter sido adquirida pela Microsoft em 2018, se tornando um estúdio primário exclusivo do Xbox Game Studios, ele foi promovido em 2019, se tornando diretor criativo da Compulsion em sua Nova IP.

## Trabalhos
| Ano  | Título                                | Crédito                                    |
| ---- | ------------------------------------- | ------------------------------------------ |
| 1995 | I Have No Mouth, and I Must Scream    | Designer Principal                         |
| 1995 | Criticom                              | Agradecimentos Especiais                   |
| 1999 | System Shock 2                        | Diretor de projeto                         |
| 2002 | SOCOM U.S. Navy SEALs                 | Diretor de criação; Ator de motion-capture |
| 2003 | SOCOM 2 U.S. Navy SEALs               | Diretor de criação; Ator de motion-capture |
| 2005 | SOCOM 3 U.S. Navy SEALs               | Designer líder; Contribuições adicionais   |
| 2005 | SOCOM U.S. Navy SEALs: Fireteam Bravo | Designer líder; Contribuições adicionais   |
| 2009 | Where the Wild Things Are             | Diretor de design                          |
| 2009 | Disney The Princess and the Frog      | Diretor de design do estúdio               |
| 2009 | X-Men Origins: Wolverine              | Produtor sênior                            |
| 2013 | Contrast                              | Agradecimentos especiais                   |
| 2013 | Breach & Clear                        | Agradecimentos especiais                   |
| 2016 | Dead Island: Retro Revenge            | Agradecimentos especiais                   |
| 2016 | Maize                                 | Projetista                                 |
| 2018 | We Happy Few                          | Diretor de design                          |
| 2019 | The Church in the Darkness            | Agradecimentos especiais                   |